# Xenophrys dringi
Xenophrys dringi és una espècie d'amfibi que viu a Brunei i Malàisia.